# Spirobolus strigosus
Spirobolus strigosus är en mångfotingart som beskrevs av Porath 1872. Spirobolus strigosus ingår i släktet Spirobolus och familjen Spirobolidae. Inga underarter finns listade i Catalogue of Life.